# Няшичья
Няшичья — река в России, течёт по территории Таборинского района Свердловской области. Устье реки находится в 95 км по правому берегу реки Чёрная, на высоте 61 м над уровнем моря. Длина реки составляет 12 км.
Система водного объекта: Чёрная → Тавда → Тобол → Иртыш → Обь → Карское море.

## Данные водного реестра
По данным государственного водного реестра России относится к Иртышскому бассейновому округу, водохозяйственный участок реки — Тавда от истока и до устья, без реки Сосьва от истока до водомерного поста у деревни Морозково, речной подбассейн реки — Тобол. Речной бассейн реки — Иртыш.
По данным геоинформационной системы водохозяйственного районирования территории РФ, подготовленной Федеральным агентством водных ресурсов:
- Код водного объекта в государственном водном реестре — 14010502512111200012793.
- Код по гидрологической изученности (ГИ) — 111201279.
- Код бассейна — 14.01.05.025.
- Номер тома по ГИ — 11.
- Выпуск по ГИ — 2.